# Tourisme en Bulgarie

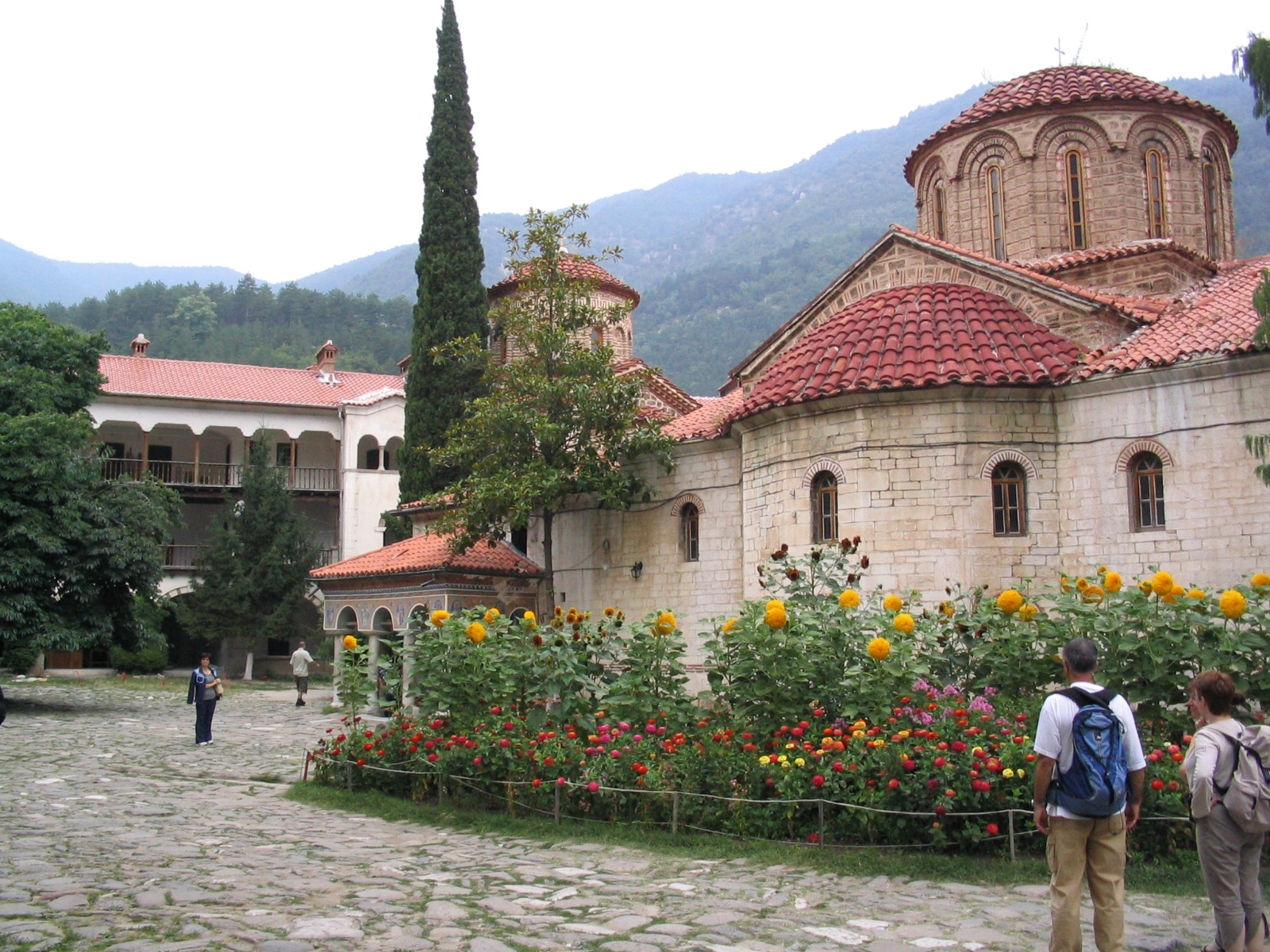
Monastère de Batchkovo.

La Bulgarie accueille chaque année 9 millions de touristes (2017), en augmentation de 7.6% par rapport à l'année précédente, provenant principalement de Grèce, Roumanie, Allemagne, Royaume-Uni et Scandinavie.
La Bulgarie est connue pour ses monastères, ses eaux minérales thermales et curatives, ses roses, ses vins et son célèbre yaourt. Elle possède de nombreux trésors culturels et des circuits touristiques commencent à être organisés. Contrairement à la Roumanie voisine, le régime communiste bulgare n'a pas détruit le patrimoine paysager, et même les constructions modernes, qui prolifèrent, montrent un souci d'esthétique qui prend souvent des formes originales[réf. nécessaire].

## Transports
| Type de transport | Listes                            | Port ou voie                                                                                 | Entreprise de transport            |
| ----------------- | --------------------------------- | -------------------------------------------------------------------------------------------- | ---------------------------------- |
| Air               | Aérodromes en Bulgarie            | Aéroport de Sofia                                                                            |                                    |
| Route             | Autoroutes en Bulgarie            | Corridor paneuropéen X                                                                       | Marchroutka Sofia Public Transport |
| Train             | Transport ferroviaire en Bulgarie |                                                                                              | Chemin de fer des Rhodopes         |
| Mer               |                                   | Bourgas Nessebar Varna Ahtopol Baltchik Pomorié Sozopol Tsarévo Byala Sables d'or Sveti Vlas |                                    |

## Activités
| Type d'activités | Listes | Lieu                                                                                  |
| ---------------- | --- | ------------------------------------------------------------------------------------- |
| Patrimoine       | Liste du patrimoine mondial en Bulgarie Liste du patrimoine culturel immatériel de l'humanité en Bulgarie Liste de musées en Bulgarie Liste des cathédrales de Bulgarie Sites archéologiques en Bulgarie Monuments en Bulgarie Monuments romains en Bulgarie Châteaux en Bulgarie Édifices religieux en Bulgarie Liste de ponts de Bulgarie | Veliko Tarnovo                                                                        |
| Culture          | |                                                                                       |
| Gastronomie      | |                                                                                       |
| Parc naturel     | Liste des cours d'eau de la Bulgarie Liste des mammifères en Bulgarie Réserves de biosphère en Bulgarie Aires protégées de Bulgarie | Parc des Ours Dansants                                                                |
| Sport            | | Station de ski de Pamporovo                                                           |
| Balnéaire        | | Sunny Beach (première station balnéaire du pays) Albena Sables d'Or (Zlatni Pyasatsi) |

## Principales destinations

### Sofia
Sofia, la capitale, a deux visages. D'une part, elle ne manque pas de charmes avec ses maisons qui datent de la fin du XIXe siècle et certaines rues encore pavées.
| Type               | Listes                | Lieu |
| ------------------ | --------------------- | --- |
| Lieux              |                       | Pavés jaunes de Sofia Pont aux Aigles Pont aux Lions de Sofia Marché central de Sofia Largo (Sofia) |
| Transports         | Public buses in Sofia | Métro de Sofia Tramway de Sofia Trolleybus de Sofia Sofia Central Station Central Bus Station Sofia |
| Édifices religieux |                       | Basilique Sainte-Sophie de Sofia Cathédrale Alexandre-Nevski de Sofia Cathédrale Sainte-Nédélia de Sofia Église de Boyana Église russe de Sofia Église Sveta Petka Samardjiiska Synagogue de Sofia Mosquée Bania Bachi Amphithéâtre de Serdica Cimetière central de Sofia |
| Culture            |                       | Galerie nationale des beaux-arts (Sofia) Musée archéologique national (Bulgarie) |

### Plovdiv
Plovdiv, la seconde ville du pays, possède un cœur historique bien conservé et de nombreux vestiges archéologiques témoins du passage des Romains dans la région.
| Type               | Listes | Lieu                      |
| ------------------ | ------ | ------------------------- |
| Édifices religieux |        | Synagogue de Plovdiv      |
| Culture            |        | Théâtre romain de Plovdiv |

### Varna
Varna est la capitale maritime de la Bulgarie, une station balnéaire et la troisième ville du pays. 2 millions de touristes visitent la ville chaque année (2017).